# Ксенофонтов, Павел Васильевич
Па́вел Васи́льевич Ксенофо́нтов (якут. Баһылай уола Байбал Ксенофонтов ) (1890, IV Мальжагарский наслег Западно-Кангаласского улуса, Якутская область — 28 марта 1928, Якутская АССР) — деятель якутского национализма и руководитель антибольшевистского движения в Якутии в 1927—1928 годах, известного как «движение конфедералистов» или «ксенофонтовщина».

## Биография
Родился в зажиточной якутской семье 5 мая 1890 года. В семье было много братьев и сестер, среди них — Гавриил Ксенофонтов, будущий известный этнограф.
В 1917 году окончил юридический факультет Московского университета.
Известно, что в 1922 году он вернулся из Харбина в Якутск.
В 1925—1927 годах был сотрудником Наркомата финансов Якутской АССР. Как и ряд других якутских интеллигентов, выступал за повышение статуса Якутской АССР до союзной республики, за пропорциональное представительство якутов в Совете национальностей СССР и органах республиканской власти, отделение партии от государства, предоставление большего самоуправления местным органам власти. Протестовал против переселения в Якутию русских крестьян, которое приводило к лишению якутов земли для выпаса скота. Попытки Ксенофонтова и его сторонников в 1925—1927 годах вынести данные вопросы на обсуждение окружных и республиканских партийных съездов не имели успеха из-за противодействия партийных руководителей Якутии.
На фоне вооружённых выступлений, начавшихся в Якутии в апреле 1927 года, Ксенофонтов 28 сентября 1927 года в селении Кудома заявил о создании «Младо-якутской национальной советской социалистической партии середняцко-бедняцкого крестьянства (конфедералистов)». В ответ на это якутское руководство объявило Ксенофонтова и его сторонников бандитами и взяло курс на вооружённое подавление мятежа.
В октябре-ноябре 1927 года отряды восставших во главе с Ксенофонтовым, Артемьевым и Михайловым заняли Западно-Кангаласский и часть Восточно-Кангаласского улусов с селениями Усть-Мая, Петропавловск, Нелькан, Оймякон, Абага, Табалах, Качикатцы, Мытатцы и др. В декабре 1927 года отряды Ксенофонтова действовали на территории уже пяти улусов Якутии и насчитывали до 750 человек. Продвижение повстанцев осуществлялось в основном без боя, за весь период восстания зафиксировано не более 10 перестрелок с советскими отрядами. 4 декабря 1927 года в селении Мытатцы был избран ЦК партии конфедералистов, Ксенофонтов стал генеральным секретарём партии.
Руководство ЯАССР не раз обращалось к Ксенофонтову и другим лидерам движения с предложением сдаться, обещая в этом случае амнистию. Считая, что основная цель «демонстрации» — пропаганда политической программы партии — достигнута и, одновременно осознавая пассивность основной массы населения, Ксенофонтов 1 января 1928 года сдался властям (по другим сведениям, приехал на переговоры) и был арестован. Последние из его сторонников сложили оружие 6 февраля 1928 года.
Несмотря на обещание амнистии, Павел Ксенофонтов был расстрелян 28 марта 1928 года (через 3 месяца после добровольной сдачи) по внесудебному приговору, вынесенному 27 марта 1928 «тройкой» во главе с начальником Особого отдела ОГПУ С. В. Пузицким. Всего по делу «ксенофонтовщины» было репрессировано 272 человека, из них 128 — расстреляно, 130 — осуждено на различные сроки заключения.
Реабилитирован 26 марта 1993 Прокуратурой Республики Саха (Якутия).